# Cyclopodia dorsinuda
Cyclopodia dorsinuda är en tvåvingeart som beskrevs av Maa 1966. Cyclopodia dorsinuda ingår i släktet Cyclopodia och familjen lusflugor. Inga underarter finns listade i Catalogue of Life.